# Saint-Pierre-les-Étieux
Saint-Pierre-les-Étieux és un municipi francès, situat al departament de Cher i a la regió de Centre – Vall del Loira. L'any 2007 tenia 731 habitants.

## Demografia

### Població
El 2007 la població de fet de Saint-Pierre-les-Étieux era de 731 persones. Hi havia 282 famílies, de les quals 80 eren unipersonals (40 homes vivint sols i 40 dones vivint soles), 83 parelles sense fills, 99 parelles amb fills i 20 famílies monoparentals amb fills.
La població ha evolucionat segons el següent gràfic:
Habitants censats

### Habitatges
El 2007 hi havia 401 habitatges, 296 eren l'habitatge principal de la família, 62 eren segones residències i 43 estaven desocupats. 397 eren cases i 2 eren apartaments. Dels 296 habitatges principals, 264 estaven ocupats pels seus propietaris, 23 estaven llogats i ocupats pels llogaters i 9 estaven cedits a títol gratuït; 2 tenien una cambra, 15 en tenien dues, 70 en tenien tres, 70 en tenien quatre i 140 en tenien cinc o més. 209 habitatges disposaven pel capbaix d'una plaça de pàrquing. A 132 habitatges hi havia un automòbil i a 143 n'hi havia dos o més.

### Piràmide de població
La piràmide de població per edats i sexe el 2009 era:
| Homes | Edats   | Dones |
| ----- | ------- | ----- |
| 0     | 95 o +  | 0     |
| 0     | 90 a 94 | 0     |
| 4     | 85 a 89 | 4     |
| 0     | 80 a 84 | 8     |
| 24    | 75 a 79 | 12    |
| 24    | 70 a 74 | 12    |
| 24    | 65 a 69 | 20    |
| 16    | 60 a 64 | 12    |
| 20    | 55 a 59 | 8     |
| 24    | 50 a 54 | 20    |
| 56    | 45 a 49 | 28    |
| 36    | 40 a 44 | 20    |
| 48    | 35 a 39 | 40    |
| 40    | 30 a 34 | 44    |
| 12    | 25 a 29 | 24    |
| 24    | 20 a 24 | 16    |
| 28    | 15 a 19 | 44    |
| 36    | 10 a 14 | 24    |
| 24    | 5 a 9   | 48    |
| 20    | 0 a 4   | 16    |

## Economia
El 2007 la població en edat de treballar era de 469 persones, 337 eren actives i 132 eren inactives. De les 337 persones actives 312 estaven ocupades (164 homes i 148 dones) i 25 estaven aturades (16 homes i 9 dones). De les 132 persones inactives 55 estaven jubilades, 34 estaven estudiant i 43 estaven classificades com a «altres inactius».

### Ingressos
El 2009 a Saint-Pierre-les-Étieux hi havia 291 unitats fiscals que integraven 728 persones, la mediana anual d'ingressos fiscals per persona era de 17.630 €.

### Activitats econòmiques
Dels 24 establiments que hi havia el 2007, 2 eren d'empreses de fabricació d'altres productes industrials, 10 d'empreses de construcció, 5 d'empreses de comerç i reparació d'automòbils, 1 d'una empresa de transport, 3 d'empreses de serveis, 1 d'una entitat de l'administració pública i 2 d'empreses classificades com a «altres activitats de serveis».
Dels 7 establiments de servei als particulars que hi havia el 2009, 2 eren paletes, 1 fusteria, 2 lampisteries i 2 electricistes.
L'únic establiment comercial que hi havia el 2009 era una floristeria.
L'any 2000 a Saint-Pierre-les-Étieux hi havia 32 explotacions agrícoles que ocupaven un total de 1.717 hectàrees.

## Equipaments sanitaris i escolars
El 2009 hi havia una escola elemental integrada dins d'un grup escolar amb les comunes properes formant una escola dispersa.

## Poblacions més properes
El següent diagrama mostra les poblacions més properes.